# Lukavica (Dimitrovgrad)
Lukavica (búlgaro y serbocroata cirílico: Лукавица) es un pueblo de Serbia perteneciente al municipio de Dimitrovgrad en el distrito de Pirot.
En 2011 tenía 388 habitantes. Étnicamente, la mayoría de los habitantes son búlgaros o mixtos búlgaro-serbios, formando los serbios étnicos una pequeña minoría.
Se ubica en la periferia suroccidental de la capital municipal Dimitrovgrad, en la salida de la carretera 429.
La iglesia de la Santísima Trinidad de este pueblo fue construida en torno a 1895 y destaca por su iconostasio.

## Demografía
La localidad ha tenido la siguiente evolución demográfica:
| Gráfica de evolución demográfica de Lukavica entre 1948 y 2011 |
|                                                                |